# Торчки
«Торчки» (англ. How High) — молодёжная комедия с участием звёзд рэпа Метод Мэна и Рэдмэна в главных ролях. Это дебютный фильм Джесси Дилана. Entertainment Weekly поставил этот фильм на третье место в комедиях 2001 года. Фильм также выиграл награду за лучший комедийный фильм.

## Сюжет
Двух неуспевающих наркоманов Сайласа (Method Man) и Джамала (Redman) посещает призрак недавно умершего друга Сайласа Айвори. Айвори был кремирован, и Сайлас использовал его прах в качестве удобрения для новой партии марихуаны. Сидя на парковке перед сдачей экзаменов на ТГК (тестирование на получение высшего образования, пародия на SAT и намек на тетрагидроканнабинол) для поступления в колледж, Сайлас хочет покурить марихуану, но у него нет бумаги, в то время как у Джамала есть бумага, но курить нечего, и они объединяются в машине Сайласа.
Вскоре они обнаруживают, что новая порция сигарет Сайласа вызывает призрак Айвори, который виден только им двоим. Айвори рассказывает им ответы на тест, и они оба получают отличные результаты. Несколько сомнительных колледжей предлагают им стипендии, но ни один из них не устраивает. В конце концов, ректор Хантли, настаивая на увеличении приема представителей меньшинств, убеждает их поступить в Гарвардский университет.
Оказавшись там, они знакомятся с Бартом, капитаном команды по гребле, его девушкой Лорен, «Мне нужны деньги» и своими соседями по комнате Джеффри и Туаном. Сразу после устройства они посещают декана Карла Кейна, который говорит им, что согласно условиям их стипендии, они должны поддерживать минимальный средний балл на уровне 2,0, иначе им грозит исключение.
Джамал присоединяется к команде по гребле в надежде превзойти Барта. Сайлас записывается на занятия по ботанике, чтобы развить свои навыки в области трав, а также оба записываются на историю чернокожих. В течение семестра они сдают все тесты с помощью Айвори. Сайлас продолжает ухаживать за Лорен и учиться с ней, в то время как Джамал встречается с дочерью вице-президента США Джейми.
Также в первой половине семестра они устраивают розыгрыши и кражи, что злит Барта, Джеффри (который записывается в Финальный клуб) и декана Кейна. Вдруг после шумной вечеринки Сайласа и Джамала в честь Хэллоуина все идёт наперекосяк. На вечеринке Джеральд, офицер-доброволец, чей велосипед был украден и раздавлен группой «Мне нужны деньги», крадет и выкуривает растение из праха Айвори, оставляя парней без доступа к нему.
Сайлас начинает работать над созданием сыворотки правды в своем классе ботаники, используя экстракты различных растений. Он приходит к выводу, что, если его эксперимент удастся, он получит пятерку по ботанике и гарантию на следующий семестр. Его эксперимент неоднократно проваливается. Перед промежуточными экзаменами Джамал предлагает им пойти на кладбище, откопать «умного мертвого парня» и выкурить его останки, что они решают сделать с Джоном Куинси Адамсом. В то же время Сайлас предлагает просто усердно заниматься по несколько часов в день, пока они под кайфом. Они пробуют план Сайласа, но из этого ничего не выходит, так как в итоге они проваливают почти все свои промежуточные экзамены.
Отчаявшись остаться в Гарварде, они прибегают к плану Джамала, но и он оказывается бесполезным. Тем временем Джеральд, который превратился в законченного наркомана, видит Айвори во время одного из своих трипов и, по просьбе Айвори, возвращает остатки растения Джамалу и Сайласу. Из-за того, что Джеральд злоупотреблял растением, от него почти ничего не осталось, а Джамал и Сайлас продолжают проваливать занятия, что радует декана Кейна.
С приближением последнего экзамена Джамал и Сайлас смиряются с тем, что их отчислят. Однако Джеффри напоминает Сайласу о его гарантии еще одного семестра, если он сможет успешно завершить свой эксперимент с сывороткой правды. В конце концов Сайлас находит решение, в котором последние листья Айвори можно использовать для борьбы с тошнотой (побочным эффектом сыворотки).
Тем не менее, из-за низких оценок Джамал и Сайлас не получают приглашения на вечеринку выпускников Гарварда. Декан Кейн, явно обрадованный таким результатом, говорит Барту, что ему не нужно беспокоиться о том, что пара придет или останется в Гарварде. Однако все меняется, когда Джейми приглашает их обоих на вечеринку, поскольку ее отец - в прошлом выпускник университета. На вечеринке Сайлас делает все немного интереснее, проводя свой эксперимент с сывороткой правды, который оказывается успешным.
На презентации «Артефактов Бенджамина Франклина» Лорен шокирует всех своим открытием: артефакты оказываются бонгом. Айвори даже появляется вместе с Франклином, чтобы подтвердить подлинность бонга. Декан Кейн возмущен этим открытием, но ректор решает, что с него хватит, и увольняет его. Джамал и Сайлас гордятся тем, что сыворотка подействовала, но празднование было недолгим, поскольку Кейн возвращается и в гневе безуспешно пытается убить их обоих топором. В конце концов его задерживает Секретная служба. В конце концов, Джамал и Сайлас получают право остаться, Джамал и Джейми получают разрешение отца Джейми встречаться, а Лорен уходит от Барта к Сайласу, потому что Барт «не может удовлетворить ее».

## Роли
- Method Man в роли Сайласа
- Redman в роли Джамала Кинга
- Обба Бабатунде в роли декана Кейна
- Мелисса Петермен в роли Шейлы Кейн
- Майк Эппс в роли Сутенера
- Анна Мария Хорсфорд в роли Мисс Кинг
- Фред Уиллард в роли Филлипа «Фила» Хантли
- Джеффри Джонс в роли Вице-президента
- Гектор Элисондо в роли тренера по гребле
- Ларк Вурхиз в роли Лауры
- Аль Ширер в роли «Мне нужны деньги»
- Чак Дейвис в роли Айвори
- Эссенс Аткинс в роли Джейми
- Крис Эльвуд в роли Барта
- Томас Джозеф Тайн в роли Джеральда
- Триу Тран в роли Туана
- Джастин Урич в роли Джеффри
- Спалдинг Грэй в роли Профессора Джексона
- Cypress Hill в роли самих себя
- Чак Лайдел в роли самого себя
- Пэт Финн в роли Солдата
- Трейси Морган в роли парня
- Мартин Клебба в роли гостя на вечеринке (в титрах не указан)

## Список треков
1. Rammstein — Du Hast
2. Onyx — Slam
3. Cypress Hill — Hits from the bong
4. Cypress Hill — I wanna get high
5. Method Man ft Redman — Part II
6. Jonell ft Method Man — Round and Round
7. Method Man ft Redman and Cypress Hill & War — Cisco Kid
8. Method Man ft Redman — America's Most
9. Yes Sir, Dean Cain, Sir — (скетч)
10. Method Man ft Redman — Let's Do It
11. Redman — We Don't Know How 2 Act
12. Streetlife — Who Wanna Rap
13. Saukrates — Fine Line
14. Limp Bizkit ft Method Man — N 2 Gether Now
15. DMX — Party Up (Up In Here)
16. Ludacris ft Shawnna — What's Your Fantasy
17. Method Man ft Redman — Da Rockwilder
18. I Love N.W.A. — (скетч)
19. Method Man — Bring da Pain
20. Redman — How to Roll a Blunt
21. Method Man ft Mary J. Blige — All I Need (Razor Sharp remix)
22. Method Man ft Redman — Big Dogs
23. Method Man ft Redman — How High(remix)
24. Cypress Hill — Cisco Kid (Party Scene Song)

## Торчки 2
В октябре 2008 года Redman объявил, что вторая часть фильма находится в середине съёмочного процесса: «Мы хотим представить его всем курильщикам». В апреле 2009 года было сообщено, что Redman обвиняет «Universal Pictures» в задержке фильма и в том, что они не дают денег на съёмки фильма, добавив что «весь мир ждёт выхода „Торчки 2“».
В ноябре 2010 года Redman заявил, что «скоро выйдут „Blackout! 3“ (прим. альбом Method Man & Redman), „Muddy Waters 2“ (прим. альбом Redman) и „Торчки 2“. Но помните, „Universal“ владеет правами на „Торчков“. Они владеют именами, они владеют персонажами, они владеют всем фильмом. Если Red и Meth сделают фильм, мы не сможем назвать его „Торчки“. Единственным человеком, который может вытащить нас из всего этого, является Кинен Айвори Уэйанс».
В декабре 2010 года Redman подтвердил, что «Universal Pictures» действительно владеет правами на «Торчков», так что шансы на выход «Торчков 2» невелики. В апреле 2013 года Method Man сообщил на «TMZ», что в настоящее время написан сценарий, его автором стал Дастин Ли Абрахам, который написал сценарий к первому фильму, но выход фильма будет зависеть от «Universal».